# Lít

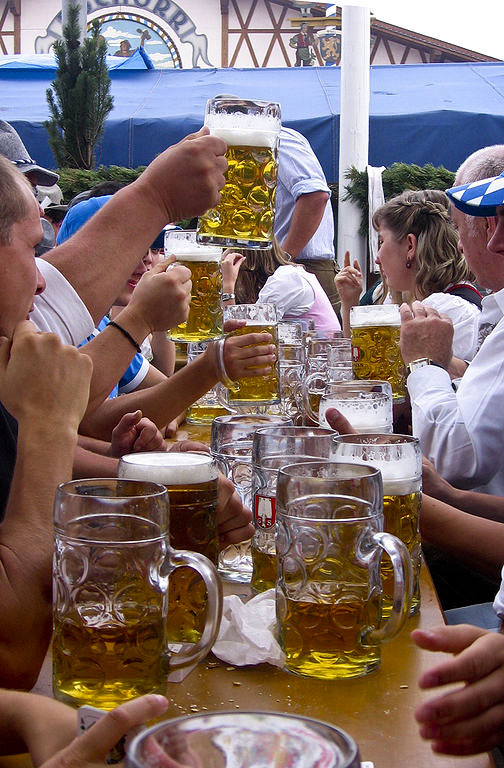
Cốc bia một lít (Maßkrüge) tại lễ hội Oktoberfest năm 2006 ở Đức

Lít (tiếng Anh: Litre theo cách viết Anh Anh hoặc liter theo cách viết của tiếng Anh Mỹ) (ký hiệu SI là L hay l, ký hiệu khác được sử dụng: ℓ) là một đơn vị đo thể tích. 1 lít tương đương với 1 đêximét khối (dm³), 1.000 xentimét khối (cm³) hoặc 0,001 mét khối (m³). Một đêximét khối (hoặc lít) chiếm thể tích 10 cm × 10 cm × 10 cm (xem hình vẽ) và bằng một phần nghìn mét khối.
Ban đầu, hệ mét của Pháp sử dụng lít làm đơn vị cơ sở. Từ lít có nguồn gốc từ litron, một đơn vị cổ trong tiếng Pháp có tên xuất phát từ Byzantine trong tiếng Hy Lạp. Từ Byzantine vốn không phải một đơn vị tính thể tích mà là một đơn vị trọng lượng theo tiếng La Tinh Hậu Trung Cổ, và bằng khoảng 0,831 lít. Lít cũng được sử dụng trong một số phiên bản sau này của hệ mét. Ngoài ra, Lít cũng là một trong số những đơn vị ngoài Sl và được chấp nhận sử dụng với SI, bên cạnh đơn vị thể tích của SI là mét khối (m³). Cách viết mà Văn phòng Cân đo Quốc tế sử dụng là "litre", một cách viết được hầu hết các quốc gia nói tiếng Anh sử dụng chung. Cách viết "liter" chủ yếu được sử dụng trong tiếng Anh Mỹ.
Một lít nước lỏng có khối lượng gần đúng một kilôgam, vì kilôgam ban đầu được định nghĩa vào năm 1795 là khối lượng của một decimet khối nước ở nhiệt độ băng tan (0 °C). Về sau, mét và kilôgam được định nghĩa lại làm cho mối quan hệ này không còn chính xác nữa.

## Định nghĩa
Một lít là một decimet khối, là thể tích của một hình lập phương 10 cm × 10 cm × 10 cm (1 L ≡ 1 dm³ ≡ 1.000 cm³). Do đó 1 L ≡ 0,001 m³ ≡ 1.000 cm³ và 1 m³ (tức là mét khối, là đơn vị SI cho thể tích) chính xác là 1.000 L.
Từ năm 1901 đến năm 1964, lít được định nghĩa là thể tích của một kg nước tinh khiết ở tỷ trọng tối đa (+4 °C) và áp suất tiêu chuẩn. Kilôgam lại được quy định là khối lượng của Kilôgam nguyên mẫu quốc tế (một hình trụ platin/iridi cụ thể) và được dự tính có cùng khối lượng với 1 lít nước nêu trên. Sau đó, người ta phát hiện ra rằng xi lanh quá lớn khoảng 28 phần triệu, do đó trong một thời gian, một lít là khoảng 1,000028 dm³. Ngoài ra, cũng như bất kỳ chất lỏng nào, mối quan hệ khối lượng - thể tích của nước phụ thuộc vào nhiệt độ, áp suất, độ tinh khiết và tính đồng vị của chất đồng vị. Vào năm 1964, định nghĩa liên quan giữa lít và khối lượng đã được thay thế bằng định nghĩa hiện tại. Mặc dù lít không phải là đơn vị SI, nhưng vẫn được CGPM (cơ quan tiêu chuẩn xác định SI) chấp nhận để sử dụng với SI. CGPM đã xác định các ký hiệu được chấp nhận của lít.
Một lít có thể tích bằng milistere, một đơn vị đo lường không phải SI đã lỗi thời thường được sử dụng cho thước đo khô.
Không có tiêu chuẩn quốc tế quy định khi nào sử dụng lít và khi nào sử dụng mét khối. Trong thực tế, lít thường được dùng cho những vật được đo bởi dung tích hoặc kích thước của vật chứa nó (như dung dịch hay hạt trái cây), trong khi mét khối (và các đơn vị dẫn xuất) được dùng cho những vật được đo bằng kích thước hoặc sự chiếm chỗ của nó. Lít cũng thường được dùng trong một số phép tính, như tỉ trọng (kg/L), cho phép dễ dàng so sánh với tỉ trọng của nước.

## Tiền tố SI áp dụng cho lít
Mặc dù không phải là đơn vị SI chính thức, nhưng Lít vẫn có thể được sử dụng với các tiền tố SI. Đơn vị dẫn xuất được sử dụng phổ biến nhất là mililit, được định nghĩa là một phần nghìn lít, và cũng thường được gọi bằng tên đơn vị dẫn xuất SI là "centimet khối". Đây là một biện pháp được sử dụng phổ biến, đặc biệt là trong y học, nấu ăn và kỹ thuật ô tô. Trong bảng dưới đây là một số đơn vị khác, các thuật ngữ được in đậm là những thuật ngữ thường được sử dụng. Tuy nhiên, một số nhà chức trách không khuyến khích sử dụng một trong số các tiền tố này; ví dụ như ở Hoa Kỳ, NIST ủng hộ việc sử dụng mililit hoặc lít thay vì centilit. Có hai ký hiệu tiêu chuẩn quốc tế cho lít: L và l. Ở Hoa Kỳ, chữ cái trước được ưa chuộng hơn, bởi trong một số phông chữ, chữ l và chữ số 1 có nguy cơ bị nhầm lẫn.
| Bội số | Tên      | Ký hiệu | Ký hiệu | Khối lượng tương đương | Khối lượng tương đương     |         | Bội số âm | Tên | Ký hiệu | Ký hiệu | Khối lượng tương đương  | Khối lượng tương đương |
| 100 L  | lít      | l       | L       | dm³                    | decimet khối               |         |           |     |         |         |                         |                        |
| 101 L  | decalít  | dal     | daL     | 101 dm³                | mười decimet khối          | 10−1 L  | decilít   | dl  | dL      | 102 cm³ | một trăm xentimét khối  |                        |
| 102 L  | hectalít | hl      | hL      | 102 dm³                | một trăm decimet khối      | 10−2 L  | centilít  | cl  | cL      | 101 cm³ | mười xentimét khối      |                        |
| 103 L  | kilolít  | kl      | kL      | m³                     | mét khối                   | 10−3 L  | millilít  | ml  | mL      | cm³     | xentimét khối           |                        |
| 106 L  | megalít  | Ml      | ML      | dam³                   | deca mét khối, 1 triệu lít | 10−6 L  | microlít  | μl  | μL      | mm³     | milimét khối            |                        |
| 109 L  | gigalít  | Gl      | GL      | hm³                    | hecta khối                 | 10−9 L  | nanolít   | nl  | nL      | 106 μm³ | một triệu micromét khối |                        |
| 1012 L | teralít  | Tl      | TL      | km³                    | kilômét khối               | 10−12 L | picolít   | pl  | pL      | 103 μm³ | một ngàn micromét khối  |                        |
| 1015 L | petalít  | Pl      | PL      | 103 km³                | một ngàn kilômét khối      | 10−15 L | femtolít  | fl  | fL      | μm³     | micromét khối           |                        |
| 1018 L | exalít   | El      | EL      | 106 km³                | một triệu kilômét khối     | 10−18 L | attolít   | al  | aL      | 106 nm³ | một triệu nanomét khối  |                        |
| 1021 L | zettaít  | Zl      | ZL      | Mm³                    | megamét khối               | 10−21 L | zeptolít  | zl  | zL      | 103 nm³ | một ngàn nanomét khối   |                        |
| 1024 L | yottalít | Yl      | YL      | 103 Mm³                | một ngàn megamét khối      | 10−24 L | yoctolít  | yl  | yL      | nm³     | nanomét khối            |                        |

## Chuyển đổi đơn vị không thuộc hệ mét
| Hệ mét | Giá trị gần đúng | Đơn vị không thuộc hệ mét | Đơn vị không thuộc hệ mét | Giá trị tương đương |
| 1 L    | ≈ 0.87987699     | quart Anh                 | 1 quart Anh               | ≡ 1.1365225 L       |
| 1 L    | ≈ 1.056688       | quart Mỹ                  | 1 quart Mỹ                | ≡ 0.946352946 L     |
| 1 L    | ≈ 1.75975399     | pint Anh                  | 1 pint Anh                | ≡ 0.56826125 L      |
| 1 L    | ≈ 2.11337641     | pint Mỹ                   | 1 pint Mỹ                 | ≡ 0.473176473 L     |
| 1 L    | ≈ 0.21996925     | gallon Anh                | 1 gallon Anh              | ≡ 4.54609 L         |
| 1 L    | ≈ 0.2641720523   | gallon Mỹ                 | 1 gallon Mỹ               | ≡ 3.785411784 L     |
| 1 L    | ≈ 0.0353146667   | foot khối                 | 1 foot khối               | ≡ 28.316846592 L    |
| 1 L    | ≈ 61.023744      | inch khối                 | 1 inch khối               | ≡ 0.016387064 L     |
| 1 L    | ≈ 35.19508       | ounce lỏng Anh            | 1 ounce lỏng Anh          | ≡ 28.4130625 mL     |
| 1 L    | ≈ 33.814023      | ounce lỏng Mỹ             | 1 ounce lỏng Mỹ           | ≡ 29.5735295625 mL  |

## Ký hiệu
| Ký hiệu | Tên                     | Mã Unicode |
| ℓ       | Lít (chữ L viết thường) | U+2113     |
| ㎕      | Microlít                | U+3395     |
| ㎖      | Millilít                | U+3396     |
| ㎗      | Decilít                 | U+3397     |
| ㎘      | Kilolít                 | U+3398     |

Ký hiệu nguyên thủy cho lít là l (chữ l thường).
Để hạn chế nhầm lẫn với số 1, L (chữ L hoa) được chấp nhận là ký hiệu thay thế từ năm 1979. Viện tiêu chuẩn kĩ thuật quốc gia Hoa Kỳ khuyến cáo sử dụng chữ L hoa. Chữ L hoa cũng thường được dùng ở Canada và Úc.
Trước năm 1979, ký hiệu ℓ (l nhỏ viết tay, U+2113), được sử dụng ở một số nước; thí dụ như nó được khuyến cáo bởi ấn phẩm M33 của Viện tiêu chuẩn Nam Phi (South African Bureau of Standards) vào thập niên 1970. Ký hiệu này vẫn được sử dụng phổ biến nhưng không được BIPM chính thức công nhận.
Hiện nay, theo chương trình GDPT 2018 , môn Hóa học có kí hiệu Millilít được viết  là mL thay cho kí hiệu cũ trước đó là ml của CTGDPT 2006

## Lịch sử
Năm 1793, lít được giới thiệu ở Pháp như là "Đơn vị đo lường cộng hoà" (Republican Measures), và được định nghĩa là một đêximét khối. Nó có nguồn gốc từ một đơn vị cũ của Pháp, litron, và tên gọi này xuất phát từ tiếng Hy Lạp và Latinh.
Năm 1879, CIPM sử dụng định nghĩa của lít, và ký hiệu l (chữ l thường).
Năm 1901, tại hội nghị CGPM lần thứ 3, lít được tái định nghĩa dựa trên khoảng không gian chiếm bởi 1 kg nước tinh khiết ở nhiệt độ có tỉ trọng tối đa (3,98 °C) dưới áp suất 1 atm. Với định nghĩa này, 1 lít bằng 1,000028 dm³ (một số tài liệu tham khảo trước kia ghi là 1,000027 dm³).
Năm 1964, tại hội nghị CGPM lần 12, lít lại được định nghĩa thêm lần nữa, trong mối liên hệ chính xác với mét, như là một tên gọi khác cho đêximét khối, tức là chính xác 1 dm³. NIST Reference Lưu trữ ngày 4 tháng 12 năm 2004 tại Wayback Machine
Năm 1979, tại hội nghị CGPM lần 16, ký hiệu thay thế L (chữ L hoa) được đưa vào sử dụng. Nó cũng được chấp thuận. Hội nghị này cũng tuyên bố là tương lai chỉ một trong 2 ký hiệu được giữ lại, nhưng vào năm 1990 hội nghị này nói còn quá sớm để làm điều đó.